# Widows (film)
Widows is een Brits-Amerikaanse misdaadthriller uit 2018 onder regie van Steve McQueen. Het scenario, geschreven door McQueen en Gillian Flynn, is een adaptatie van de Britse miniserie Widows (1983). De hoofdrollen worden vertolkt door Viola Davis, Michelle Rodríguez, Elizabeth Debicki en Cynthia Erivo.

## Verhaal
In Chicago wordt het ontsnappingsbusje van Harry Rawlings en zijn criminele bende opgeblazen tijdens een politie-impasse nadat ze $ 2.000.000 hebben gestolen van misdaadbaas Jamal Manning. Jamal bedreigt Veronica, Harry's weduwe, en eist compensatie omdat hij het geld nodig heeft om zijn campagne voor wethouder van een wijk in South Side te financieren. Hij neemt het op tegen Jack Mulligan, de volgende in de rij van een dynastieke familie die de positie al tientallen jaren bekleedt. Mulligan houdt niet van politiek, maar profiteert er graag van. Zijn vader Tom, de vorige wethouder, waarschuwt hem dat hij eeuwige schande tegemoet zal gaan als hij verliest van Jamal.
Veronica krijgt een sleutel van een kluis van Bash, Harry's trouwe chauffeur, die Harry's notitieboekje bevat met een gedetailleerd plan om 5 miljoen dollar uit Mulligan's huis te stelen. Ze krijgt het advies om het notitieboekje aan de mensen van Jamal te verkopen, maar besluit het niet te doen.
Veronica besluit de overval uit te voeren en rekruteert twee van de andere weduwen van Harry's bende, Alice en Linda. Alice is haar broodwinning kwijt en wordt door haar moeder onder druk gezet om te werken als escorte. Linda is haar winkel kwijt, omdat haar man stiekem de huurbetalingen heeft vergokt. De vierde weduwe, Amanda, voegt zich niet bij hen omdat Veronica ontdekt dat ze een baby van vier maanden oud heeft. Alice zorgt voor pistolen en een vluchtbusje terwijl Linda Harry's blauwdrukken ontcijfert. Jamal's broer en rechterhand Jatemme valt verschillende getuigen aan en doodt Bash terwijl hij op zoek is naar Harry's notitieboekje. Uiteindelijk gebruikt Alice de vastgoedmanager David, die klant van haar escortwerk is, om de blauwdruk te identificeren als een saferoom in het herenhuis van de familie Mulligan, dat ook dienst doet als het campagnehoofdkwartier van Jack Mulligan.
Linda rekruteert Belle, haar babysitter, om de chauffeur van de groep te worden. Veronica bezoekt Amanda en ziet Harry's drankflacon in het huis liggen, wat de vraag oproept wat Harry's betrokkenheid bij Amanda - en de baby - is. Haar vermoeden wordt bevestigd wanneer haar hond krachtig aan een kastdeur klauwt, wat aangeeft dat ze zeer bekend is met de persoon die erachter scchuilt. Nadat Veronica zonder confrontatie is weggestormd, blijkt Harry in de kast te zitten. Er wordt onthuld dat Harry zijn handlangers heeft bedrogen door opzettelijk hun ontsnappingsbusje op te blazen en in samenwerkt met Mulligan om de campagne van Jamal te verpesten. Bij thuiskomst opent Veronica de deur van de kamer van haar zoon en herbeleeft de herinnering aan zijn dood: terwijl hij aan de telefoneren was met Harry, werd hij neergeschoten door politieagenten nadat hij tijdens het rijden werd aangehouden. Veronica bezoekt het Mulligan-landhuis onder het mom van Jack om bescherming te vragen tegen de Mannings, en is in staat om het pand te inspecteren terwijl Belle de buitenbeveiliging scant.
Veronica chanteert de CEO van het beveiligingsbedrijf van de Mulligans voor de code van de safe, met behulp van belastende foto's die in Harry's notitieboekje zijn achtergelaten. De overval begint met Belle die verderop in de straat een verstoring veroorzaakt om de beveiliging van buitenaf weg te lokken. Veronica en de anderen verdoven de bewaker en intimideren de verzorgster van Tom. Veronica, Linda en Alice bereiken de kluis en halen het geld er uit. Tom verschijnt uit zijn slaapkamer, ontmaskert Veronica en verwondt Alice met een geweerschot, waarop Linda hem neerschiet.
De vrouwen ontsnappen, maar Jatemme verschijnt, houdt Belle onder schot en vlucht in hun busje met het geld. Ze achtervolgen hem in een andere wagen en rammen hem van de weg, waardoor hij crasht en sterft. Ze halen het geld op en brengen Alice naar het ziekenhuis. Veronica keert alleen terug naar hun schuilplaats, waar Harry arriveert om het geld te stelen. Hij heeft 1 miljoen dollar nodig om Mulligan stil te houden over zijn in scène gezette dood. Harry beweert dat hij na de dood van hun zoon en het daaropvolgende uiteenvallen van hun huwelijk, opnieuw wilde beginnen met Amanda en hun kind. Harry haalt het geld op in het busje en draait zich om om Veronica neer te schieten, maar Veronica doodt hem eerst en legt dan het pistool bij hem dat werd gebruikt om Tom te vermoorden.
Mulligan wint verkiezing vanwege vele sympathiestemmen na de moord op zijn vader. Linda neemt haar winkel weer over, Alice begint haar eigen bedrijf en Belle verhuist. Veronica doneert een groot bedrag om een schoolbibliotheek te herbouwen op voorwaarde dat deze naar haar zoon Marcus wordt vernoemd. Buiten een restaurant ziet Veronica Alice en ze begroet haar hartelijk.

## Rolverdeling
| Acteur              | Personage         |
| ------------------- | ----------------- |
| Viola Davis         | Veronica Rawlings |
| Michelle Rodríguez  | Linda             |
| Elizabeth Debicki   | Alitzia "Alice"   |
| Cynthia Erivo       | Belle             |
| Colin Farrell       | Jack Mulligan     |
| Brian Tyree Henry   | Jamal Manning     |
| Daniel Kaluuya      | Jatemme Manning   |
| Jacki Weaver        | Agnieska          |
| Carrie Coon         | Amanda Nunn       |
| Robert Duvall       | Tom Mulligan      |
| Liam Neeson         | Harry Rawlings    |
| Jon Bernthal        | Florek            |
| Manuel Garcia-Rulfo | Carlos            |
| Coburn Goss         | Jimmy Nunn        |
| Garret Dillahunt    | "Bash" Babiak     |
| Molly Kunz          | Siobhan           |
| Kevin J. O'Connor   | Bobby Welsh       |
| Lukas Haas          | David             |
| Michael Harney      | Sgt. Fuller       |
| Matt Walsh          | Ken               |
| Jon Michael Hill    | dominee Wheeler   |

## Productie

### Ontwikkeling
Na het winnen van een Oscar voor 12 Years a Slave (2013) besloot regisseur Steve McQueen om voor zijn volgende filmproject opnieuw samen te werken met het productiebedrijf New Regency. In november 2014 raakte bekend dat McQueen een moderne, Amerikaanse remake wilde maken van Widows (1983), een Britse miniserie waarin vier vrouwen de hoofdrol vertolken en waar hij als tiener een fan van was. De rechten op de miniserie zaten oorspronkelijk bij Disney, dat in 2002 via dochteronderneming ABC al een Amerikaanse tv-remake van de serie had uitgebracht, maar werden overgekocht door New Regency. In maart 2015 werd bekendgemaakt dat McQueen het scenario voor de misdaadfilm zou schrijven in samenwerking met thrillerauteur Gillian Flynn.

### Casting
Jennifer Lawrence werd benaderd voor een rol maar moest uiteindelijk afhaken omdat ze al aan een ander project verbonden was. Eind september 2016 werd Viola Davis gecast als hoofdrolspeelster. In november 2016 werd ook musicalactrice Cynthia Erivo aan de cast toegevoegd. Begin 2017 raakte ook de casting van Elizabeth Debicki, Michelle Rodríguez en Daniel Kaluuya bekend. Later kregen ook Liam Neeson, Colin Farrell en Robert Duvall een rol in de film.

### Opnames
De oorspronkelijke miniserie speelde zich in Londen af, maar voor zijn remake verplaatste McQueen het verhaal naar Chicago. De opnames gingen op 8 mei 2017 van start in de Amerikaanse stad en eindigden eind juli 2017.

### Muziek
De filmmuziek werd gecomponeerd door Hans Zimmer. De Duitse componist trad zo in de voetsporen van zijn mentor Stanley Myers, die in 1983 de muziek van de Britse miniserie had gecomponeerd.

### Release
De film ging op 8 september 2018 in première op het internationaal filmfestival van Toronto.

### Ontvangst
De film ontving zeer positieve kritieken op zowel Rotten Tomatoes waar het 91% goede reviews ontving, gebaseerd op 305 beoordelingen als op Metacritic waar de film werd beoordeeld met een metascore van 84/100, gebaseerd op 56 critici. De Nederlandse dagbladen omschreven de film als 'Geen doorsnee misdaadverhaal' en gaven de film drie, drieëhalf of vier sterren.

## Prijzen en nominaties
De belangrijkste:
| Jaar | Prijs                  | Categorie                      | Genomineerde(n)      | Uitslag     |
| ---- | ---------------------- | ------------------------------ | -------------------- | ----------- |
| 2019 | Critics' Choice Awards | Beste acteerensemble           | Beste acteerensemble | Genomineerd |
| 2019 | Critics' Choice Awards | Beste montage                  | Joe Walker           | Genomineerd |
| 2019 | Critics' Choice Awards | Beste actiefilm                | Beste actiefilm      | Genomineerd |
| 2019 | BAFTA Awards           | Beste actrice                  | Viola Davis          | Genomineerd |
| 2019 | Satellite Awards       | Beste dramafilm                | Beste dramafilm      | Genomineerd |
| 2019 | Satellite Awards       | Beste actrice in een dramafilm | Viola Davis          | Genomineerd |
| 2019 | Satellite Awards       | Beste filmmuziek               | Hans Zimmer          | Genomineerd |
| 2019 | Satellite Awards       | Beste montage                  | Joe Walker           | Genomineerd |